# Kaludra
Kaludra es un pueblo ubicado en la municipalidad de Rekovac, en el distrito de Pomoravlje, Serbia.

## Superficie
Posee una superficie de 8,916 kilómetros cuadrados.

## Demografía
Hasta 2011 la población era de 282 habitantes, con una densidad de población de 31,63 habitantes por kilómetro cuadrado.